# Grand Prix de Plouay Elite 2024
2-й выпуск  Grand Prix de Plouay Elite — шоссейной однодневной велогонки, проходящей по дорогам Франции. Гонка прошла 25 августа 2024 года в рамках Европейского тура UCI 2024. Победу одержал французский велогонщик Пьер-Анри Бассет.

## Участники
В гонке приняло участие 25 команд среди которых 8 континентальных команд.
| UCI Continental Teams (8)- Équipe continentale Groupama-FDJ - Israel Premier Tech Academy - CIC U Nantes Atlantique - Madar Pro Cycling Team - Myvelo Pro Cycling Team - Arkéa-B&B Hôtels Continentale - Nice Métropole Côte d'Azur - Wanty-Re Uz-Technord Любительские, клубные или региональные команды (17)- Morbihan Adris Gwendal Oliveux - Cre'Actuel-Marie Morin-U 22 - Dinan Sport Cycling - VC Rouen 76 - Plouay Cycling Team - Laboral Kutxa-Fundación Euskadi - VC Pays de Loudéac - Vendée U Pays de la Loire - Union Cycliste Briochine - Team Adris-La Crêpe de Brocéliande-BLC - BCC Race Team - UCI WCC Men's Team - Project 1 - Morlaix Cyclisme Performance - Laval Cyclisme 53 - Paris Cycliste Olympique - Team Sportbreizh - Harmonie Mutuelle |
| |

## Маршрут
Гонка прошла в восточном департаменте Франции и состояла из кругов протяженностью 11,684 км, который были преодолены 16 раз, что составило расстояние 186,9 км.

## Ход гонки
Пьер-Анри Бассет (CIC U Nantes Atlantic) после 186,9 км гонки прибыл к финишу в компании своего товарища по команде Клемана Браз Афонсу. Они и боролись за победу. Луи Рулан (Arkéa-B&B Hotels Continentale) завершает подиум.

## Результаты
| \| Генеральная классификация \| Генеральная классификация \| Генеральная классификация \| Генеральная классификация \| Генеральная классификация \| \| Гонщик \| Гонщик \| Команда \| Время \| \| \| ------------------------- \| ------------------------- \| ----------------------------- \| ------------------------- \| ------------------------- \| \| 1-й \| Pierre-Henry Basset \| CIC U Nantes Atlantique \| 4ч 17' 46 \| \| \| 2-й \| Clément Braz Afonso \| CIC U Nantes Atlantique \| + 0 \| \| \| 3-й \| Louis Rouland \| Arkéa-B&B Hôtels Continentale \| + 55 \| \| |                     |                               |           |
| |                     |                               |           |
| Источник: ProCyclingStats |                     |                               |           |
| Генеральная классификация |                     |                               |           |
| Гонщик | Гонщик              | Команда                       | Время     |
| 1-й | Pierre-Henry Basset | CIC U Nantes Atlantique       | 4ч 17' 46 |
| 2-й | Clément Braz Afonso | CIC U Nantes Atlantique       | + 0       |
| 3-й | Louis Rouland       | Arkéa-B&B Hôtels Continentale | + 55      |